# Bulbophyllum comorianum
Bulbophyllum comorianum là một loài phong lan thuộc chi Bulbophyllum.